# Richard von Wilpert
Richard Karl Ludwig von Wilpert, Pseudonym Emil Shamtade (* 25. Novemberjul. / 7. Dezember 1862greg. in Siuxt; † 15. Mai 1918 in Dorpat) war ein deutsch-baltischer Lehrer und Schriftsteller.

## Leben

### Herkunft und Familie
Richard von Wilpert entstammt der deutsch-baltischen Gelehrtenfamilie von Wilpert. Er war der jüngere Sohn des Arztes James von Wilpert aus dessen erster (geschiedener) Ehe mit Pauline, geb. Reinhold (1840–1886). Der Historiker Victor von Wilpert war sein Bruder.
Er war verheiratet mit Elfriede, geb. Neumann (1867–1941). Sein Sohn Arno (* 1891 in Akkerman) studierte in Dorpat und war bis zur Umsiedlung der Deutsch-Balten Chemiker an der Universität Tartu. Gero von Wilpert war sein Enkel.

### Werdegang
Von 1886 bis 1888 studierte er Germanistik und Vergleichende Sprachwissenschaft an der Kaiserlichen Universität Dorpat. Im Gegensatz zu Vater und Onkeln ist er nicht in der Studentenverbindung Curonia aktiv geworden. Nach seinem Examen war er kurze Zeit Mitarbeiter der Neuen Dörptschen Zeitung.

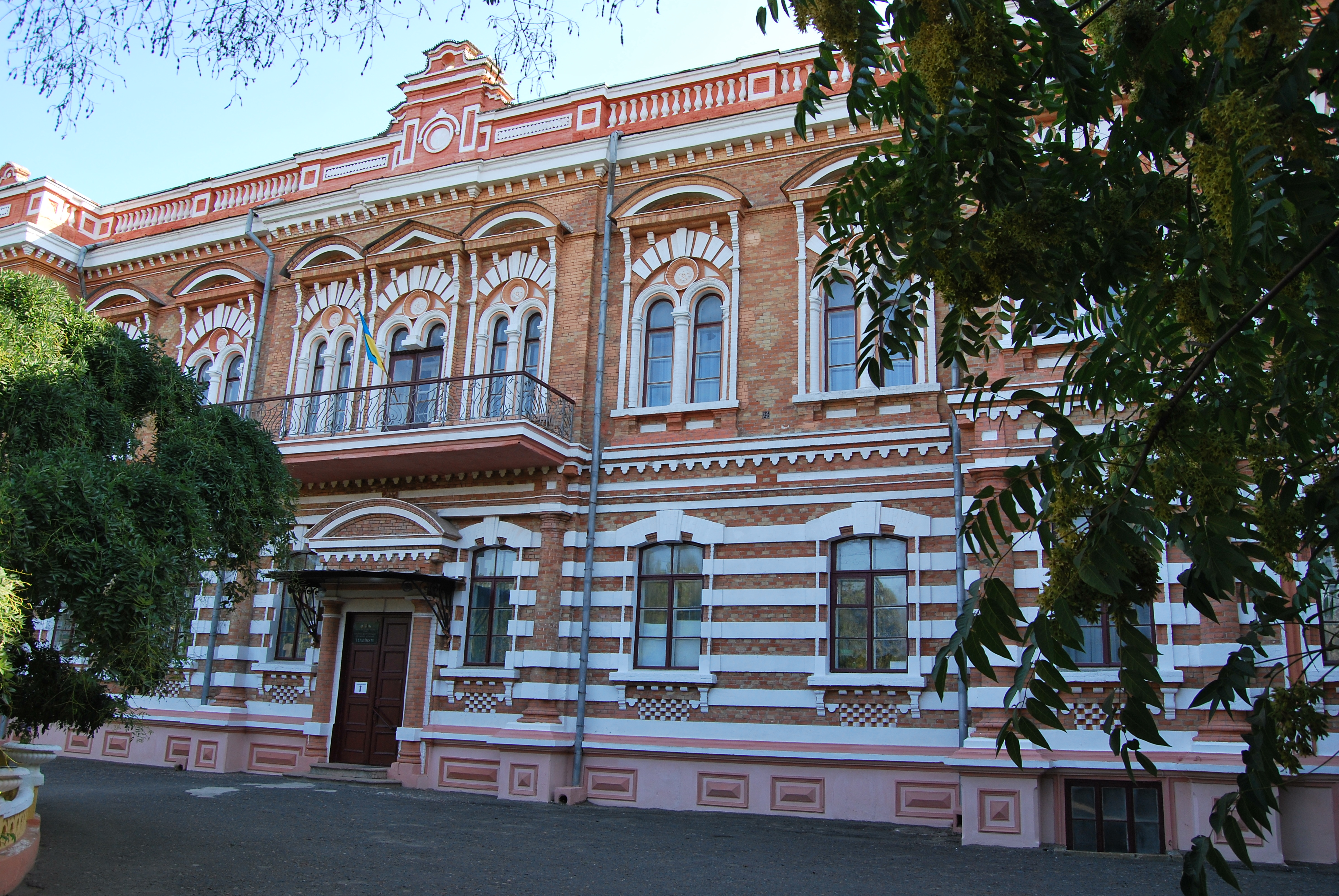
Ehemaliges Gymnasium in Akkerman (Bilhorod-Dnistrowskyj)

Ab Ende 1888 war er als Deutschlehrer an staatlichen Gymnasien in der heutigen Ukraine tätig, zuerst in Akkerman in Bessarabien (heute Bilhorod-Dnistrowskyj), dann ab 1900 in Cherson und ab 1909 in Luhansk. Im Ersten Weltkrieg kehrte er ins Baltikum zurück.
Richard von Wilpert schrieb zahlreiche Gedichte, Lieder, heitere Erzählungen und eine Reihe von Lustspielen. Am bekanntesten wurde sein Gedicht Jugend mit dem Anfang Nur einmal bringt des Jahres Lauf. Mit einer Melodie von Theodor Mohr (1895) fand es Eingang in studentische Liedsammlungen und das Allgemeine Deutsche Kommersbuch.
Sein Enkel Gero von Wilpert charakterisierte Richard von Wilpert in seiner Deutschbaltischen Literaturgeschichte etwas abschätzig als „Erzähler trivialer Humoresken“, der sich auch „wenig erfolgreich im Verslustspiel“ versucht habe.

## Auszeichnungen
- Titel Staatsrat (1901)
- Sankt-Stanislaus-Orden 2. Klasse (1903)[7]

## Werke
- Heitere Erzählungen. Dresden; Leipzig 1891
- Stille Wasser. Roman, Berlin 1892
- Die Tonkünstler. Lustspiel in 5 Aufzügen, Leipzig 1893
- Burschenbuch. Heidelberg: Hörning 1895 (Digitalisat), Nachdruck WJK-Verlag
- Nachtschatten. Novellen, Berlin; Leipzig 1895
- Wir beide. Gedichte, Leipzig 1895
- Zeitmärchen. Leipzig 1895
- Rätsel. Berlin; Leipzig 1896
- Moderner Sängerkrieg. Ein Reimschwank für die Possenbühne des Schriftstellerlebens in einem Vorspiel und dreizehn Kampfspielen. Berlin; Leipzig 1896; 2. Auflage um 1896
- Sprachheiterkeiten. Plaudereien, Berlin; Leipzig 1896
- Im Goldnetz. Leipzig 1899
- Irmgard oder Weibertreu. Vers-Lustspiel in fünf Aufzügen, Leipzig 1902
- Im Jungfernstift oder Die gezähmte Widerspenstige. Leipzig 1902
- Der Leibarzt oder Das vergnügte Krankenhaus. Leipzig 1902
- Mongkut oder Die Stiefgroßschwiegermutter. Versschauspiel in fünf Aufzügen, Leipzig 1902
- Naladi oder Königswild. Indisches Versdrama in fünf Aufzügen, Leipzig 1902
- Deutsche Blitzschrift. Die Stenographie der Zukunft. Leipzig 1911
- Nirwana. Leipzig 1914